# Музыкальный театр имени И. М. Яушева
Госуда́рственный теа́тр оперы и балета и́мени И. М. Я́ушева —  театр в городе Саранске, столице Республики Мордовия. В его репертуаре опера и балет, оперетта и мюзикл (музыкальная комедия), спектакли для детей и концерты классической музыки.

## История театра

### Основание
История театра началась 1 сентября 1935 года, когда театр был принят на постоянный бюджет Народного комиссариата просвещения Мордовской АССР. 28 ноября того же года премьерой оперетты Карла Миллёкера «Нищий студент» труппа открыла свой первый театральный сезон. Театр не раз реорганизовывали, меняли его статус и официальное название, а также профессиональные требования и задачи.
Отдельно значима страница истории музыкального театра в качестве Театра оперы и балета, существовавшего в Саранске с 1937 по 1948 год (с некоторыми приостановками своей деятельности в годы Великой Отечественной войны). Основу труппы в то время составили артисты из разных городов страны — это были талантливые певцы, имевшие опыт и разностороннее музыкальное образование. Тем не менее, особое внимание и интерес вызывало искусство молодых певцов мордовской национальности. В числе ведущих солистов был Илларион Яушев — одарённый музыкант, выпускник Московской консерватории имени П. И. Чайковского.
В 1969 году он был реорганизован в два театра: Мордовский государственный театр драмы и Театр музыкальной комедии.р

### Постсоветский период
30 октября 1992 года творческий коллектив начал новый этап своей жизни в качестве музыкального театра. Первый же спектакль, опера Джузеппе Верди «Травиата», вызвал огромный интерес у публики и показал, что немногочисленная, но талантливая труппа солистов была способна осуществлять постановки самых сложных классических опер.
В 2010 году состоялся гала-концерт «Века нам братство подарили», посвящённый 75-летию со дня основания Государственного музыкального театра имени И. М. Яушева и проведённый в рамках мероприятий, связанных с подготовкой к празднованию 1000-летия единения мордовского народа с народами Российского государства.
В 2011 году был проведён первый Международный фестиваль классического балета «Браво!», а также, к юбилейному, 75-му сезону, музыкальный театр получил новое здание. В сентябре 2011 года труппа театра переехала в здание с залом вместимостью на 714 мест и сценой площадью 400 м². Акустикой зала и техническим оснащением театра занимались лучшие подобного рода специалисты России. Это повлекло за собой существенное увеличение объёма работ как в части переноса репертуарных спектаклей театра на новую сцену, так и в части выпуска новых постановок. Здание прошло основательную реконструкцию: ранее на месте нынешнего нового театра располагалось здание Городского Центра культуры, построенное ещё в советское время как Дом политического просвещения. После реконструкции здание театра представляет собой богато украшенное здание в четыре этажа, с пристройкой в девять этажей.
В настоящее время в музыкальном театре нет главного режиссёра. Режиссёром-постановщиком является Александр Александрович Челышев.

### Даты в истории театра
- 1935 год — в Саранске создан Театр музыкальной комедии. В составе труппы около 80 человек. Первая постановка — оперетта австрийского композитора Карла Миллёкера «Нищий студент».
- 1937 год — театр преобразован в Мордовский государственный театр оперы и балета.
- 1941 год — театр оперы и балета объединен с театром драмы и ансамблем песни и пляски.
- 1943 год — премьера первого национального мордовского музыкально-эпического спектакля — драмы «Литова» по пьесе П. Кириллова.
- 1944 год — премьера первой в Мордовии оперы Л. П. Кирюкова «Несмеян и Ламзурь».
- 1959 год — театр стал Государственным музыкально-драматическим театром Мордовской АССР.
- 1969 год — музыкально-драматический театр разделён на два театра: драматический и музыкальной комедии (с объединенной дирекцией и в одном здании).
- 1992 год — театр музыкальной комедии преобразован в Государственный музыкальный театр Республики Мордовия
- 1994 год — театру присвоено имя заслуженного артиста РСФСР и народного артиста Мордовской АССР, выдающегося солиста театра Иллариона Максимовича Яушева.